# Gerrha

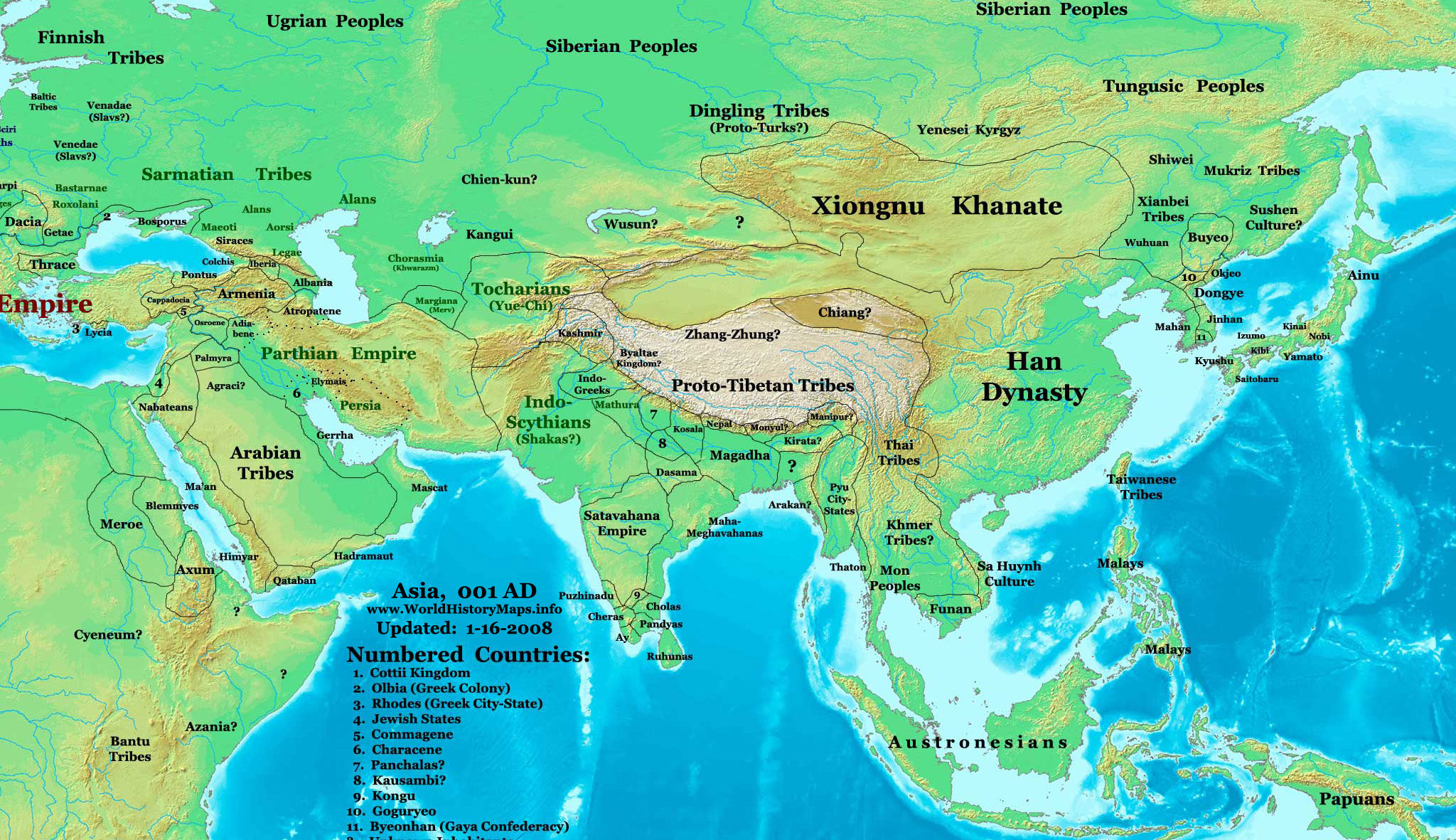
Gerrha i els seus voltants en el primer segle dC.

Gerrha fou una ciutat de l'Arabia Felix al golf pèrsic. Els seus habitants (gerrheis) se situen entre els aetaces (al sud) i els themis (al nord).
Se suposa que fou Al-Katif o Kuwait.